# 두체 (나이지리아)

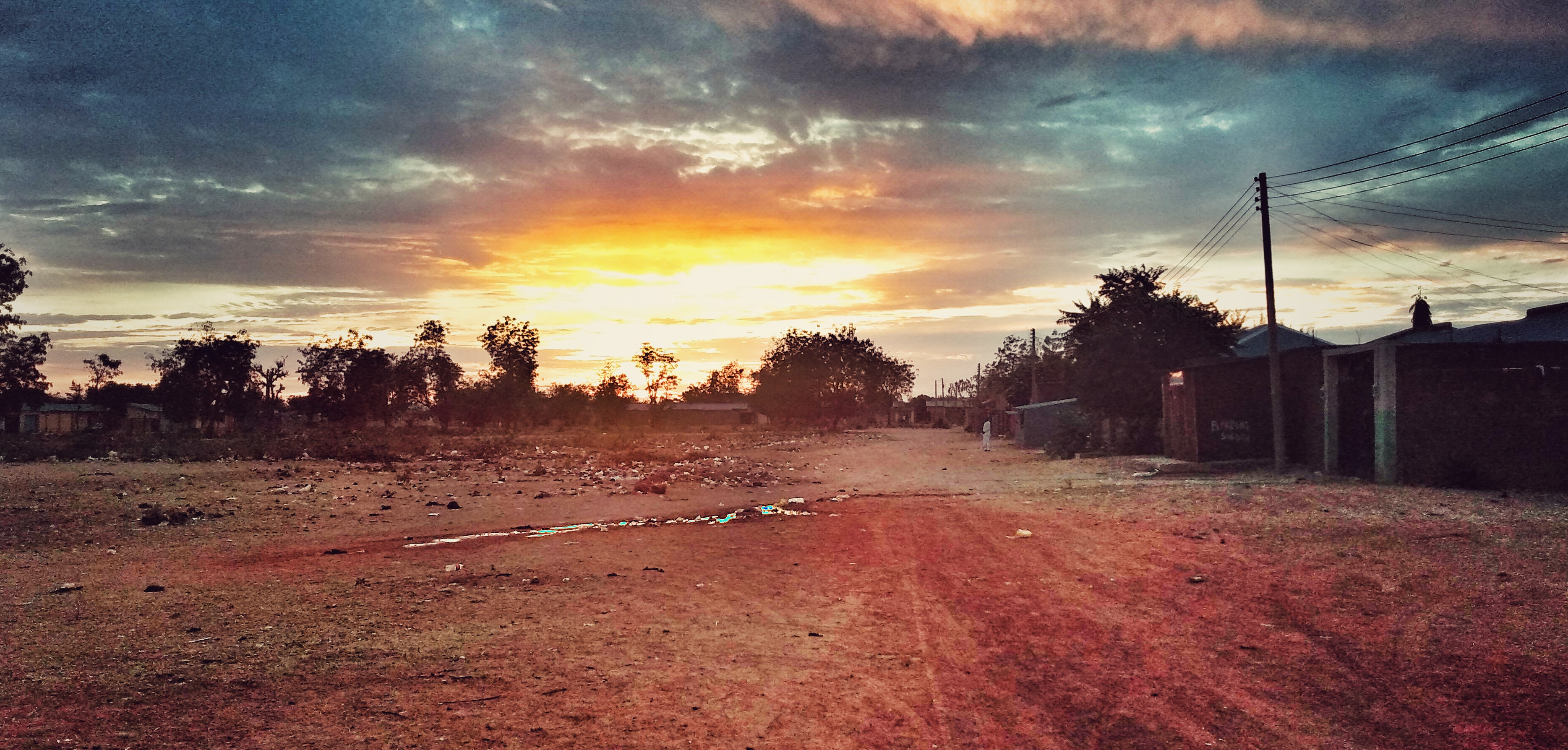

두체(Dutse)는 나이지리아 북부에 위치한 지가와주의 주도로 면적은 1,099.15km2, 인구는 39,265명(2012년 기준)이다.